# K7리그 승격 플레이오프
K7리그 승격 플레이오프(K7 League Promotion Playoffs)는 대한민국에서 진행되는 축구 대회이다. K7리그 상위팀 중 다음 시즌 K6리그로 승격하는 선수단을 선발하기 위한 대회이다.

## 시즌별 결과
| 시즌   | 참가 | 승격           |
| ------ | ---- | -------------- |
| 2017년 |      | 대전 독수리 FC |
| 2018년 |      |                |
| 2019년 |      |                |
| 2020년 |      |                |

## 참고 문헌
- “KFA 통합경기정보 시스템”. 대한축구협회.

## 같이 보기
- K7리그